# Mount Warnke
Mount Warnke ist ein 915 m hoher Berg im westantarktischen Queen Elizabeth Land. In der nördlichen Patuxent Range der Pensacola Mountains ragt er 3 km nordöstlich des Martin Peak in den Thomas Hills auf.
Der United States Geological Survey kartierte ihn anhand eigener Vermessungen und Luftaufnahmen der United States Navy aus den Jahren von 1956 bis 1966. Das Advisory Committee on Antarctic Names benannte ihn 1968 nach dem deutschen Biologen Detlef Andreas Warnke (* 1928), der von 1966 bis 1967 auf der Palmer-Station tätig war.